# Ассоциация студенческого баскетбола
Ассоциация студенческого баскетбола — национальная студенческая спортивная ассоциация, которая проводит официальный студенческий чемпионат России по баскетболу. В нём принимают участие 800 мужских и женских команд 450 вузов и ссузов из 71 субъекта Российской Федерации, а также из Казахстана и республики Беларусь. За сезон в АСБ проходит около 4 000 матчей, общее число игроков чемпионата превышает 10 000 человек.
АСБ — крупнейшая студенческая спортивная лига в Европе и вторая в мире по количеству команд-участниц.

## История
АСБ создана в 2007 году по инициативе полномочного представителя президента Российской Федерации в Приволжском федеральном округе Александра Коновалова, известного баскетболиста и тренера Сергея Белова, начальника ЦСКА Сергея Кущенко и главы РФБ Сергея Чернова В мае 2007 года принят Устав АСБ и Концепция развития студенческого баскетбола в России . В первом сезоне чемпионата АСБ (2007/08) приняли участие 210 команд. В 8 сезоне (2014/15) — более 800.
С каждым годом количество участников чемпионата АСБ расширялось, появлялись новые дивизионы. В 2015-м году была создана Лига Белова - Всероссийский плей-офф АСБ.
В 2017-м году был создан элитный дивизион АСБ среди мужских команд - Студенческая лига ВТБ. В 2020-м у дивизиона появился новый титульный спонсор, и сейчас дивизион носит название Студенческой лиги РЖД.
В сентябре 2022 года при поддержке гранта Президента Российской Федерации был запущен образовательный проект «Университет АСБ», представляющий собой комплексную программу по повышению качества организации спортивно-массовой работы в молодежной среде. В числе основных направления проекта – обучение менеджеров и тренеров студенческих баскетбольных клубов с целью формирования у них навыков, способствующих созданию единой эффективной модели баскетбольного клуба на местах.
В октябре 2022 года совместно со студией baza.media был реализован проект первого сериала о студенческом баскетболе России – «В игре».

## Турниры АСБ
Студенческая лига РЖД
Элитный дивизион Ассоциации студенческого баскетбола, в котором принимают участие сильнейшие студенческие команды. Турнир проводится в несколько этапов, у девушек это регулярный этап и Финал восьми. Регулярный чемпионат проходит в три раунда, команды разделяются на несколько групп, по результатам первого раунда команды, занявшие первое место в группах, поднимаются в группу ТОР и продолжают борьбу с сильнейшими командами турнира, остальные ко банды спускаются в категорию Challenge. Группа ТОР обновляется после каждого раунда - туда поднимаются первые команды групп Challenge. После окончания регулярного чемпионата формируется рейтинг команд, в котором учитывается количество побед, а также места в группах. За победу в ТОРе начисляется больше очков, чем за такой же результат в Сhallenge. Восемь сильнейших команд в рейтинге (или же семь + команда-хозяйка) походят в Финал восьми Студенческой лиги РЖД, где разыгрываются медали чемпионата, а также проводятся игры за 5-8 места.
Студенческая лига РЖД отличается также тем, что в нее могут заявляться профессиональные команды и сборные, состоящие из игроков разных университетов и даже школьников старше 16 лет. 
| Сезон     | Место проведения | Золото | Серебро | Бронза         |
| --------- | ---------------- | ------ | ------- | -------------- |
| 2022/2023 | Кемерово         | МГАФК  | УрФУ    | МГУ            |
| 2021/2022 | Ижевск           | МГАФК  | ГУТИД   | УрФУ           |
| 2020/2021 | Ставрополь       | МГАФК  | ГУТИД   | МГУ            |
| 2021/2022 | Уфа              | МГАФК  | ГУТИД   | УрФУ           |
| 2022/2023 | Кемерово         | МГАФК  | УрФУ    | МГУ            |
| 2023/2024 | Суздаль          | МГАФК  | ГУТИД   | БГТУ «Военмех» |

| Сезон     | Место проведения | Золото              | Серебро                | Бронза                  |
| --------- | ---------------- | ------------------- | ---------------------- | ----------------------- |
| 2022/2023 | Суздаль          | ГУТИД               | Черные медведи-Политех | Горизонт-2-РЦОП         |
| 2021/2022 | Тюмень           | ЧГУ-Атланта         | УрФУ Сима-Ленд         | Черные медведи-Политех  |
| 2021/2022 | Тюмень           | ЧГУ-Атланта         | УрФУ Сима-Ленд         | Черные медведи-Политех  |
| 2022/2023 | Суздаль          | ГУТИД               | Черные медведи-Политех | Горизонт-2-РЦОП (Минск) |
| 2023/2024 | Суздаль          | Владимирские львицы | УрФУ Сима-Ленд         | ГУТИД                   |

Лига Белова
Всероссийский плей-офф чемпионат, в котором участвуют 32 мужских и 32 женских команды, попавшие в сетку напрямую, либо в результате квалификации. Этапы Ласт-32 играют по принципу плей-офф, а Ласт-8 до двух побед. Четыре сильнейшие команды попадают на Суперфинал, который является кульминацией сезона АСБ.  Суперфинал традиционно проводится в мае, завершая сезон 5х5.
От Студенческой лиги РЖД Лига Белова отличается и регламентом - одно из основных отличий - в Лиге Белова не могут выступать профессионалы (имеющие контракт на момент проведения турнира) и сборные команды из спортсменов разных университетов.
Дивизиональный этап
Игры проходят среди групп команд — дивизионов. Дивизионы делятся на два типа: региональные — из одного (реже двух-трёх) субъектов РФ; высшие — команды с достаточной финансовой и организационной базой для участия в продолжительном чемпионате, объединяют три и более субъектов РФ. Также существует элитный дивизион АСБ, объединяющий сильнейшие студенческие команды со всей страны и ближнего Зарубежья - Студенческая лига РЖД.
На этой стадии каждая команда согласно регламенту проводит не менее 8 матчей не реже 2 раз в месяц. Систему проведения чемпионата в каждом дивизионе определяют полномочный представитель АСБ и участники команд. Участники, занявшие 1-3 места в каждом высшем дивизионе, или представители региональных и высших дивизионов, получившие wild-card от спортивного департамента АСБ, попадают напрямую в финальный этап чемпионата — Лигу Белова. Остальные могут подать заявку на участие в квалификационном этапе.

## 3х3
АСБ 3х3 – всероссийские соревнования среди студентов по баскетболу 3х3. Этот проект – единственное в своём роде соревнование по уличному баскетболу среди студентов России. АСБ 3х3 объединяет студентов-спортсменов из разных уголков страны на своих турнирах, формируя студенческую уличную культуру.
Летом начинаются квалификационные туры, а в начале сезона (конец сентября - начало октября) проходит Суперфинал 3х3, где сильнейшие команды России и стран ближнего зарубежья определяют чемпиона. Помимо самих матчей проводится данк-контест с участием топовых данкеров России, а также конкурс трехочковых бросков. 
Проект баскетбола 3×3 был запущен организацией в 2013 году. Его матчи в стартовый сезон проходили на Красной площади. АСБ 3×3 стал единственным в своём роде соревнованием по уличному баскетболу среди студентов России. Победитель Суперфинала АСБ 3×3 получает право представлять Россию на крупных международных соревнованиях среди студентов. В 2019 году лучшие команды завоевали путевки на Европейские студенческие игры-2020.
В 2016 году формат розыгрыша изменился и в нем появились региональные туры. Еще через два года все турниры были поделены на два типа. Elite – это состязания с высоким уровнем организации и бонусами от АСБ и Light – это турниры со средним уровнем, для тех организаторов, которые только хотят попробовать провести мероприятие у себя в городе. В 2020 году Суперфинал АСБ одновременно являлся студенческим чемпионатом страны и шел в зачет молодежного (U-23) первенства России.

### Победители Суперфиналов АСБ 3×3
| Год  | Город           | Мужчины (тройка призеров)                                                | Женщины (тройка призеров)                            |
| ---- | --------------- | ------------------------------------------------------------------------ | ---------------------------------------------------- |
| 2013 | Москва          | 1. КАМиТ (1)                                                             | 1. КФУ (1)                                           |
| 2014 | Москва          | 1. МГУ (1)                                                               | 1. КубГУ (1)                                         |
| 2015 | Москва          | 1. РГАУ-МСХА (1)                                                         | 1. СФУ (1)                                           |
| 2016 | Москва          | 1. СПбГУПТД-1 (1), 2. МГУ, 3. МГТУ                                       | 1. МГАФК (1), 2. МГТУ, 3. «УГНТУ-Нефтяночка»         |
| 2017 | Нижний Новгород | 1. МГУ (2)                                                               | 1. ПГАФКСиТ (1)                                      |
| 2018 | Москва          | 1. СПбГУПТД (2), 2. ПГАФКСиТ, 3. КОР-ПК                                  | 1. РАНХИГС (1), 2. ПГАФКСиТ, 3. МГУ                  |
| 2019 | Москва          | 1. ГУТиД (СПбГУПТД) (3), 2. ГУАП, 3. ГУТиД-2 (СПбГУПТД)                  | 1. МБА (1), 2. РАНХИГС, 3. МГАФК                     |
| 2020 | Москва          | 1. «Три звездочки» (1), 2. ЛГУ им. А.С. Пушкина, 3. БК «Гагарин» (Химки) | 1. СПбГУПТД (GUITD) (1), 2. ГУТиД, 3. РАНХИГС        |
| 2021 | Москва          | 1. «Руна» (1), 2. «Гули» (Екатеринбург), 3. GUTID-1                      | 1. БК «Самара» (1), 2. GUTID-2, 3. «Находка» (Химки) |
| 2022 | Москва          | 1. «Руна» (2), 2. «Южный слон» (Екатеринбург), 3. GUTID-2                | 1. ГУПТД (4), 2. «Находка» (Химки), 3. «BeST»        |
| 2023 | Москва          | 1. «Руна» (3), 2. «KHIMKI POWER», 3. УрФУ                                | 1. «Красная Пахра» (1), 2. ГУТИД-2, 3. «Спарта-ВГАС» |

## Победители и призёры Чемпионата АСБ

### Мужчины
| Сезон                   | Место проведения Суперфинала | Финал                              | Финал | Финал                          | Матч за 3-е место                                       | Матч за 3-е место | Матч за 3-е место                   |
| Сезон                   | Место проведения Суперфинала | Золото                             | Счёт  | Серебро                        | Бронза                                                  | Счёт              | 4-е место                           |
| ----------------------- | ---------------------------- | ---------------------------------- | ----- | ------------------------------ | ------------------------------------------------------- | ----------------- | ----------------------------------- |
| 2007/2008               | Москва                       | ТГАСУ (Томск) (1)                  | 72:62 | ИНЖЕКОН (Череповец) (1)        | ПГТУ (Пермь) (1)                                        | 92:74             | ЧГПУ (Чебоксары)                    |
| 2008/2009               | Верхняя Пышма                | ИНЖЕКОН (Череповец) (1)            | 76:66 | МГАФК (Малаховка) (1)          | ЧГПУ (Чебоксары) (1)                                    | 79:69             | БГПУ-ф (Благовещенск)               |
| 2009/2010               | Санкт-Петербург              | ЛГУ им. А.С. Пушкина (Пушкин) (1)  | 83:78 | МГАФК (Малаховка) (2)          | ПГТУ (Пермь) (2)                                        | 98:70             | УралГУФК (Екатеринбург) (1)         |
| 2010/2011               | Санкт-Петербург              | ЛГУ им. А.С. Пушкина (Пушкин) (2)  | 71:70 | СГСЭУ (Саратов) (1)            | КузГТУ (Кемерово), МГАФК (Малаховка) (1)                | Не разыгрывался   |                                     |
| 2011/2012               | Малаховка                    | МГАФК (Малаховка) (1)              | 87:71 | УрФУ (Екатеринбург) (1)        | ЛГУ им. А.С. Пушкина (Пушкин) (1), ТОГУ (Хабаровск) (1) | Не разыгрывался   |                                     |
| 2012/2013               | Москва                       | МГАФК (Малаховка) (2)              | 76:60 | УрФУ (Екатеринбург) (2)        | СГУВТ (Новосибирск) (1)                                 | 73:61             | КубГТУ (Краснодар)                  |
| 2013/2014               | Казань                       | МГАФК (Малаховка) (3)              | 79:57 | СФУ (Красноярск) (1)           | ЛГУ им. А.С. Пушкина (Пушкин) (2)                       | 81:50             | Гвардия-ТИУ (Тюмень)                |
| 2014/2015               | Москва                       | МГУ-Динамо (Москва) (1)            | 69:64 | МГАФК (Малаховка) (3)          | СПБГУПТД (Санкт-Петербург) (1)                          | 75:73             | РГУФКСМиТ (Москва)                  |
| 2015/2016               | Санкт-Петербург              | СПБГУПТД (Санкт-Петербург) (1)     | 74:68 | УГТУ (Ухта) (1)                | МГАФК (Малаховка) (2)                                   | 93:72             | МГУ (Москва)                        |
| 2016/2017               | Москва                       | МГАФК (Малаховка) (4)              | 62:59 | СПБГУПТД (Санкт-Петербург) (1) | МГУ (Москва) (1)                                        | 80:56             | МГТУ им. Г.И. Носова (Магнитогорск) |
| 2017/2018               | Москва                       | МГУ (Москва) (2)                   | 79:66 | МГАФК (Москва) (4)             | СПБГУПТД (Санкт-Петербург) (2)                          | 74:66             | УРФУ (Екатеринбург) (2)             |
| 2018/2019               | Казань                       | МГАФК (Москва) (5)                 | 69:68 | МГУ (Москва) (1)               | РГУФКСМиТ (Иркутск) (1)                                 | 92:67             | УРФУ (Екатеринбург) (1)             |
| 2019/2020 (не завершен) | -                            | -                                  | -     | -                              | -                                                       | -                 | -                                   |
| 2020/2021               | Белгород                     | МГАФК (Москва) (6)                 | 76:57 | СПБГУПТД (Санкт-Петербург) (2) | МГУ (Москва) (2)                                        | 85:70             | УРФУ (Екатеринбург) (3)             |
| 2021/2022               | Екатеринбург                 | МГУ (Москва) (3)                   | 74:72 | СПбГУПТД (Санкт-Петербург) (3) | МГАФК (Малаховка) (3)                                   | 81:56             | УРФУ (Екатеринбург) (4)             |
| 2022/2023               | Санкт-Петербург              | БГТУ-Военмех (Санкт-Петербург) (1) | 83:78 | УРФУ (Екатеринбург) (3)        | МГАФК (Малаховка) (4)                                   | 84:64             | СПБГУПТД (Санкт-Петербург) (1)      |
| 2023/2024               | Химки                        | УРФУ (Екатеринбург) (1)            | 89:75 | МГАФК (Малаховка) (5)          | СПБГУПТД (Санкт-Петербург) (3)                          | 84:77             | БГТУ-Военмех (Санкт-Петербург) (1)  |

### Женщины
Женщины
| Сезон                   | Место проведения Суперфинала | Финал                                        | Финал | Финал                                        | Матч за 3-е место                                      | Матч за 3-е место | Матч за 3-е место                                  |
| Сезон                   | Место проведения Суперфинала | Золото                                       | Счёт  | Серебро                                      | Бронза                                                 | Счёт              | 4-е место                                          |
| ----------------------- | ---------------------------- | -------------------------------------------- | ----- | -------------------------------------------- | ------------------------------------------------------ | ----------------- | -------------------------------------------------- |
| 2007/2008               | Москва                       | МСХА (Москва) (1)                            | 61:57 | СПбГУФК (Санкт-Петербург) (1)                | УГТУ-УПИ (Екатеринбург) (1)                            | 81:58             | ИГЭУ (Иваново)                                     |
| 2008/2009               | Верхняя Пышма                | МСХА (Москва) (2)                            | 89:54 | ДВГУ (Владивосток) (1)                       | СПбГЭУ (Санкт-Петербург) (1)                           | 81:69             | ИГЭУ (Иваново)                                     |
| 2009/2010               | Санкт-Петербург              | ДВГУ (Владивосток) (1)                       | 89:64 | СПбГЭУ (Санкт-Петербург) (1)                 | КФ МГОУ (Кропоткин) (1)                                | 89:64             | РГУФКСиТ (Москва)                                  |
| 2010/2011               | Москва                       | МСХА (Москва) (3)                            | 77:54 | БГАУ (Уфа) (1)                               | КГМУ (Красноярск) (1), НГУ (Санкт-Петербург) (1)       | Не разыгрывался   |                                                    |
| 2011/2012               | Иваново                      | ИГХТУ (Иваново) (1)                          | 64:60 | ДВФУ (Владивосток) (2)                       | СурГУ (Сургут) (1), НГУ (Санкт-Петербург) (2)          | Не разыгрывался   |                                                    |
| 2012/2013               | Москва                       | ДВФУ (Владивосток) (2)                       | 66:54 | МСХА (Москва) (1)                            | МаГУ (Магнитогорск) (1)                                | 66:64             | НГПУ (Новосибирск)                                 |
| 2013/2014               | Казань                       | ИГХТУ (Иваново) (2)                          | 73:64 | НГПУ (Новосибирск) (2)                       | ДВФУ (Владивосток) (1)                                 | 73:65             | РГУФКСиТ (Москва)                                  |
| 2014/2015               | Москва                       | Университет-Югра (Сургут) (1)                | 75:58 | НГПУ (Новосибирск) (2)                       | ДВФУ (Владивосток) (2)                                 | 66:52             | РГУФКСМиТ (Москва)                                 |
| 2015/2016               | Санкт-Петербург              | НГПУ (Новосибирск) (1)                       | 72:67 | ПГАФКСиТ (Казань) (1)                        | СПбПУ (Санкт-Петербург) (1)                            | 72:58             | СФУ (Красноярск)                                   |
| 2016/2017               | Москва                       | МГАФК (Малаховка) (1)                        | 78:77 | СПбПУ (Санкт-Петербург (Санкт-Петербург) (1) | ПГАФКСиТ (Казань) (1)                                  | 60:52             | Нефтяночка (Уфа)                                   |
| 2017/2018               | Москва                       | СПбПУ (Санкт-Петербург (Санкт-Петербург) (1) | 75:37 | ДВФУ (Владивосток) (3)                       | НГУ (Санкт-Петербург) (3)                              | 79:67             | РГУФКСМиТ (Москва)                                 |
| 2018/2019               | Казань                       | СПбПУ (Санкт-Петербург (Санкт-Петербург) (2) | 66:45 | СПбГЛТУ (Санкт-Петербург) (1)                | ДВФУ (Владивосток) (3)                                 | 51:43             | СПбГУПТД (Санкт-Петербург)                         |
| 2019/2020 (не завершен) | -                            | -                                            | -     | -                                            | -                                                      | -                 | -                                                  |
| 2020/2021               | Белгород                     | СПБГУПТД (Санкт-Петербург) (1)               | 74:62 | УРФУ (Екатеринбург) (1)                      | «Черные Медведи-Политех» (СПбПУ) (Санкт-Петербург) (2) | 72:35             | СЗИУ РАНХиГС (Санкт-Петербург)                     |
| 2021/2022               | Екатеринбург                 | УРФУ Сима-Ленд (Екатеринбург) (1)            | 49:46 | СПбГУПТД (Санкт-Петербург) (1)               | «Черные Медведи-Политех» (СПбПУ) (Санкт-Петербург) (3) | 72:29             | НГУ им. Лесгафта (Санкт-Петербург)                 |
| 2022/2023               | Санкт-Петербург              | УРФУ Сима-Ленд (Екатеринбург) (2)            | 79:71 | СПбГУПТД (Санкт-Петербург) (2)               | «Владимирские львицы-ВлГУ» (Владимир) (1)              | 69:59             | «Черные Медведи-Политех» (СПбПУ) (Санкт-Петербург) |
| 2023/2024               | Химки                        | «Владимирские львицы-ВлГУ» (Владимир) (1)    | 75:64 | СПБГУПТД (Санкт-Петербург) (3)               | «ЧГУ-Атланта» (Чебоксары) (1)                          | 62:38             | УРФУ Сима-Ленд (Екатеринбург)                      |

### Количество титулов
Мужчины
| Клуб                 | Золото                                                   | Серебро                                         | Бронза                                 |
| -------------------- | -------------------------------------------------------- | ----------------------------------------------- | -------------------------------------- |
| МГАФК                | 6 (2011/12, 2012/13, 2013/14, 2016/17, 2018/19, 2020/21) | 5 (2008/09, 2009/10, 2014/15, 2017/18, 2023/24) | 4 (2010/11, 2015/16, 2021/22, 2022/23) |
| МГУ                  | 3 (2014/15, 2017/18, 2021/22)                            | 1 (2018/19)                                     | 2 (2016/17, 2020/21)                   |
| СПБГУПТД             | 1 (2015/16)                                              | 3 (2016/17, 2020/21, 2021/22)                   | 3 (2014/15, 2017/18, 2023/24)          |
| ЛГУ им. А.С. Пушкина | 2 (2009/10, 2010/11)                                     | −                                               | 2 (2011/12, 2013/14)                   |
| УрФУ                 | 1 (2023/24)                                              | 2 (2011/12, 2012/13, 2022/23)                   | −                                      |
| ИНЖЕКОН              | 1 (2008/09)                                              | 1 (2007/08)                                     | −                                      |
| ТГАСУ                | 1 (2007/08)                                              | −                                               | −                                      |
| БГТУ-Военмех         | 1 (2022/23)                                              | −                                               | −                                      |
| СГСЭУ (ССЭИ)         | −                                                        | 1 (2010/11)                                     | −                                      |
| СФУ                  | −                                                        | 1 (2013/14)                                     | −                                      |
| УГТУ                 | −                                                        | 1 (2015/16)                                     | −                                      |
| ПГТУ                 | −                                                        | −                                               | 2 (2007/08, 2009/10)                   |
| КузГТУ               | −                                                        | −                                               | 1 (2010/2011)                          |
| РГУФКСМиТ            | −                                                        | −                                               | 1 (2018/19)                            |
| СГУВТ                | −                                                        | −                                               | 1 (2012/2013)                          |
| ТОГУ                 | −                                                        | −                                               | 1 (2011/12)                            |
| ЧГПУ                 | −                                                        | −                                               | 1 (2008/09)                            |

Женщины
| Клуб                      | Золото                        | Серебро                       | Бронза                        |
| ------------------------- | ----------------------------- | ----------------------------- | ----------------------------- |
| МСХА                      | 3 (2007/08, 2008/09, 2010/11) | 1 (2012/13)                   | −                             |
| ДВФУ                      | 2 (2009/10, 2012/13)          | 3 (2008/09, 2011/12, 2017/18) | 3 (2013/14, 2014/15, 2018/19) |
| СПбПУ                     | 2 (2017/18, 2018/19)          | 1 (2016/17)                   | 3 (2015/16, 2020/21, 2021/22) |
| УГТУ-УПИ (УрФУ Сима-Ленд) | 2 (2021/22, 2022/23)          | 1 (2020/21)                   | 1 (2007/08)                   |
| ИГХТУ                     | 2 (2011/12, 2013/14)          | −                             | −                             |
| СПбГУПТД                  | 1 (2020/21)                   | 3 (2021/22, 2022/23, 2023/24) |                               |
| НГПУ                      | 1 (2015/16)                   | 2 (2013/14, 2014/15)          | −                             |
| Университет-Югра (СГУ)    | 1 (2014/15)                   | −                             | 1 (2011/12)                   |
| Владимирские львицы-ВлГУ  | 1 (2023/24)                   | −                             | 1 (2022/23)                   |
| МГАФК                     | 1 (2016/17)                   | −                             | −                             |
| НГУ (СПбГУФК)             | −                             | 1 (2007/08)                   | 3 (2010/11, 2011/12, 2017/18) |
| ПГАФКСиТ                  | −                             | 1 (2015/16)                   | 1 (2016/17)                   |
| СПбГЭУ                    | −                             | 1 (2009/10)                   | 1 (2008/09)                   |
| БГАУ                      | −                             | 1 (2010/11)                   | −                             |
| СПбГЛТУ                   | −                             | 1 (2018/19)                   | −                             |
| КГМУ                      | −                             | −                             | 1 (2010/11)                   |
| КФ МГОУ                   | −                             | −                             | 1 (2009/10)                   |
| МаГУ                      | −                             | −                             | 1 (2012/13)                   |
| ЧГУ-Атланта               | −                             | −                             | 1 (2023/24)                   |

## Зал славы АСБ
Зал славы АСБ
15 мая 2017 года на гала-вечере, посвященном 10-летию АСБ были объявлены имена номинантов и победителей – выдающихся личностей, запомнившихся спортивными достижениями и активным участием в жизни Ассоциации, ставших первыми героями Зала славы АСБ. В него вошли все номинанты и победители. В июне 2021 года в него были включены еще 12 человек.
Защитник-мужчина
| Игрок              | Команда                                     |
| ------------------ | ------------------------------------------- |
| Станислав Крайнов  | МГАФК (Малаховка)/ПБК МБА (Москва)          |
| Сергей Токарев     | ТГАСУ (Томск)/ПБК Новосибирск (Новосибирск) |
| Игорь Столицин     | ЛГУ им. А.С. Пушкина (Пушкин)               |
| Владислав Мелешкин | СПбГУПТД (Санкт-Петербург)                  |

Защитник-женщина
| Игрок                  | Команда                                          |
| ---------------------- | ------------------------------------------------ |
| Татьяна Женжера        | ДВФУ (Владивосток)/ПБК Энергия (Иваново)         |
| Александра Ахмедзянова | ХГИФК (Хабаровск)                                |
| Наталья Ерошевич       | МСХА (Москва)                                    |
| Елизавета Балыкова     | «Черные Медведи-Политех»/профи (Санкт-Петербург) |
| Ксения Климова         | СПбГЛТУ (Санкт-Петербург)                        |

Форвард-мужчина
| Игрок            | Команда                              |
| ---------------- | ------------------------------------ |
| Денис Волконский | МГАФК (Малаховка)/ МГУ (Москва)      |
| Никита Иванов    | СФУ (Красноярск)/ПБК Самара (Самара) |
| Роман Шаповалов  | ИНЖЕКОН (Череповец)                  |
| Станислав Шаров  | МГАФК (Малаховка)                    |
| Георгий Егоров   | МГУ (Москва)                         |

Форвард-женщина
| Игрок                | Команда                                |
| -------------------- | -------------------------------------- |
| Надежда Буренкова    | ИГХТУ (Иваново)/ПБК Казаночка (Казань) |
| Александра Буренкова | ИГХТУ (Иваново)/ПБК Ника (Сыктывкар)   |
| Екатерина Федорчук   | ДВГУ (Владивосток)                     |

Центровой-мужчина
| Игрок          | Команда                                               |
| -------------- | ----------------------------------------------------- |
| Семён Антонов  | ССЭИ (Саратов)/ПБК ЦСКА (Москва)                      |
| Михаил Старцев | МГАФК (Малаховка)                                     |
| Роман Мурзин   | МГУ (Москва)                                          |
| Андрей Кощеев  | ЛГУ им. А.С. Пушкина (Пушкин)/ПБК Енисей (Красноярск) |

Центровой-женщина
| Игрок                    | Команда                                                        |
| ------------------------ | -------------------------------------------------------------- |
| Мария-Маргарита Давыдова | МСХА (Москва)/ПБК Спарта&К (Видное)                            |
| Елена Федорова           | УГТУ-УПИ (Екатеринбург)/ ПБК Ставропольчанка-СКФУ (Ставрополь) |
| Александра Вараксина     | НГПУ (Новосибирск)                                             |
| Марина Катышева          | НГУ (Санкт-Петербург)                                          |
| Кристина Ямалиева        | «Нефтяночка-УГНТУ» (Уфа)                                       |

Лучшими игроками десятилетия стали Станислав Крайнов (МГАФК, Малаховка) и Татьяна Женжера (Дальневосточный федеральный, Владивосток).
Тренер мужских команд
| Тренер                      | Команда                       |
| --------------------------- | ----------------------------- |
| Анатолий Лаптев             | МГАФК (Малаховка)             |
| Дмитрий Василевский         | ЛГУ им. А.С. Пушкина (Пушкин) |
| Юрий Щуков                  | ТГАСУ (Томск)                 |
| Илья Бражников              | СПбГУПТД (Санкт-Петербург)    |
| Лев Герасименко             | ИНЖЭКОН (Череповец)           |
| Александр Белов (посмертно) | РПА (Москва)                  |

Тренер женских команд
| Тренер         | Команда            |
| -------------- | ------------------ |
| Андрей Терехин | ДВГУ (Владивосток) |
| Ирина Исаева   | ИГХТУ (Иваново)    |
| Андрей Волков  | НГПУ (Новосибирск) |

Ректор
| Тренер            | Команда                       |
| ----------------- | ----------------------------- |
| Сергей Сейранов   | МГАФК (Малаховка)             |
| Николай Цхадая    | УГТУ (Ухта)                   |
| Вячеслав Скворцов | ЛГУ им. А.С. Пушкина (Пушкин) |

Менеджер
| Менеджер       | Сборная/команда            |
| -------------- | -------------------------- |
| Галия Искакова | «Сибирь»                   |
| Максим Кутепов | «Поволжье-Урал»            |
| Юрий Коновалов | «Центр»                    |
| Михаил Калинин | СПбГУПТД (Санкт-Петербург) |

PR
| Журналист           |
| ------------------- |
| Алексей Кинаш       |
| Дмитрий Матеранский |

За заслуги перед АСБ
| Лауреат         | Сборная/команда                            |
| --------------- | ------------------------------------------ |
| Олег Швецов     | АСБ (исполнительный директор)              |
| Сурен Степанянц | МГУ (Москва)                               |
| Кирилл Володин  | «Черные Медведи-Политех» (Санкт-Петербург) |

## Матч звезд АСБ
С 2008 года организаторы лиги ежегодно (за исключением 2014 года) проводят матч звезд. Обычно он проходит в формате противостояния сборных «Запада» и «Востока». Лишь в 2013 годы формат мероприятия терпел изменения. Вместо одного поединка он проходил в трех городах, где в течение шести дней проходила игровая сессия, семинары и тренировочные встречи. Изначально в матчах звезд участвовали только мужчины, но вскоре к ним добавились и девушки. В 2015 году в рамках мероприятия в Санкт-Петербурга фактически была запущена школа АСБ. Нередко почетными гостями матчей звезд АСБ становятся известные люди. Ими были как знаменитые баскетболисты (Скотти Пиппен, Роберт Орри, Деян Бодирога, Сергей Белов, Иван Едешко, Шарунас Марчюлёнис, Игорь Курашов, Сергей Панов и другие), так и общественно-политические деятели (Сергей Иванов, Аркадий Дворкович, Михаил Прохоров, Александр Жуков).
В 2021 году организаторы придумали для Матча звёзд АСБ специальный четырехочковый бросок. Его игроки команд могли совершать только из специально отведенных точек на площадке. Также впервые в истории броски сверху судьи оценивали в три очка.
В 2023 году Матч звезд прошел в абсолютно новом формате — впервые в истории была проведена отдельная женская игра, количество участников, соответственно увеличилось — вместо привычных 36 игроков было приглашено 42. Благодаря нововведению девушки получили больше игровых минут, по мнению многих зрителей, женское противостояние оказалось даже зрелищнее и ярче, чем мужская игра. Увеличилось и число тренеров, в 2023 году каждую сборную возглавило по два звездных наставника. Кроме того, впервые игроки в команды распределялись не по географическому принципу — новая фишка АСБ в 2023 — драфт игроков. Свои звездные команды собрали капитаны сборных Запада и Востока (Елена Баженова, Анастасия Рыкова, Максим Шумков и Александр Мурза).

### Хронология проведения матчей
| # | Год  | Команды               | Счёт                          | Город                            | MVP                                  | Победитель конкурса трехочковых | Победитель конкурса слэм-данков  |
| - | ---- | --------------------- | ----------------------------- | -------------------------------- | ------------------------------------ | ------------------------------- | -------------------------------- |
|   | 2008 | «Запад» - «Восток»    | 73:76                         | Пермь                            | Роман Мурзин                         | Владимир Алексеев               | Роман Мурзин                     |
|   | 2009 | «Запад» - «Восток»    | 69:77                         | Москва                           | Андрей Бувалец                       | Дмитрий Сахаров                 | Роман Мурзин                     |
|   | 2010 | «Запад» - «Восток»    | 99:93                         | Красноярск                       | Глеб Бейгельзимер                    | Константин Мамровский           | Роман Мурзин                     |
|   | 2011 | «Запад» - «Восток»    | 79:94                         | Краснодар                        | Сергей Слюсаренко                    | Роман Плясов                    | Илья Калиновский                 |
|   | 2012 | «Запад» - «Восток»    | 107:92                        | Казань                           | Александр Левцов                     | Евгений Левцов                  | Станислав Крайнов                |
|   | 2013 | «Звездная сессия АСБ» | не было единой игры           | Москва, Красноярск, Екатеринбург | -                                    | -                               | -                                |
|   | 2015 | «Запад» - «Восток»    | 97:100                        | Санкт-Петербург                  | Илья Русаков, Яна Паневина           | Станислав Крайнов               | Игорь Россадюк                   |
|   | 2016 | «Запад» - «Восток»    | 90:84                         | Нижний Новгород                  | Павел Сизов, Наталья Рысина          | Илья Ашмаров                    | Игорь Россадюк                   |
|   | 2017 | «Запад» - «Восток»    | 126:125                       | Орёл                             | Даниил Плужников, Ирина Курбанова    | Дмитрий Кармакских              | Никита Потапов                   |
|   | 2018 | «Восток» - «Запад»    | 116:109                       | Магнитогорск                     | ?                                    | Ксения Игнашина                 | Павел Алексиевич                 |
|   | 2019 | «Запад» - «Восток»    | 107:110                       | Великий Новгород                 | Даниил Плужников и Полина Матушкина  | Яна Кудрявцева                  | Шухрат Мурадхаджаев              |
|   | 2020 | «Запад» - «Восток»    | 117:127                       | Уфа                              | Андрей Костомаха и Полина Матушкина  | Арсений Перов                   | Шухрат Мурадхаджаев              |
|   | 2021 | «Запад» - «Восток»    | 133:107                       | Краснодар                        | Даниил Плужников и Валерия Лаптева   | Владислав Крушельницкий         | Шухрат Мурадхаджаев              |
|   | 2022 | «Запад» - «Восток»    | 149:155                       | Пермь                            | Ион Урзыка и Надежда Колесникова     | Владислав Крушельницкий         | Павел Туев                       |
|   | 2023 | «Восток» - «Запад»    | 109:99 (жен.), 112:113 (муж.) | Красноярск                       | Данил Михайлов и Екатерина Баженова  | Мирослав Елецкий                | Валерия Высоцкая и Роберт Батков |
|   | 2024 | «Восток» - «Запад»    | 78:99 (жен.), 123:119 (муж.)  | Красноярск                       | Азаматгери Хакунов и Даная Белькович | Евгений Назаров                 | Влад Степанов                    |

### Студенческая лига РЖД
Студенческая ли́га РЖД - это элитный дивизион Ассоциации студенческого баскетбола. В Студлиге выступают самые амбициозные университеты с сильнейшими составами и серьезной пиар и маркетинговой поддержкой. Турнир является средой не только для повышения мастерства лучших студентов-баскетболистов, но и площадкой для развития менеджмента студенческих команд.